# Parque da Rocha Moutonnée
O afloramento de rocha moutonnée situado no município de Salto, estado de São Paulo, é o único exemplar conhecido na Bacia do Paraná e foi gerado sobre uma formação de granito pela grande glaciação que ocorreu no hemisfério sul durante a Era Paleozóica, entre 270 e 350 milhões de anos atrás. Sua descoberta, por Marger Gutmans em 1946, foi um dos pontos mais importantes na comprovação da origem glacial das rochas do Grupo Itararé, da Bacia do Paraná.
O afloramento foi tombado em 1990, como monumento geológico, pelo Conselho de Defesa do Patrimônio Histórico, Arqueológico e Artístico do Estado de São Paulo (CONDEPHAAT). Atualmente faz parte do Parque Rocha Moutonnée, inaugurado em 1991 e pertencente à Prefeitura do Município de Salto. Desde o ano de 2000 é um do Sítios Geológicos Brasileiros, definido pela Comissão Brasileira de Sítios Geológicos e Paleobiológicos.